# Рондели, Давид Евгеньевич
Давид Евгеньевич Ронде́ли (настоящая фамилия — Цагарейшвили; 1904—1976) — советский грузинский кинорежиссёр и сценарист. Народный артист Грузинской ССР (1961).

## Биография
Давид Цагарейшвили родился 29 марта (11 апреля) 1904 года в Кутаиси. Окончил 2-й Кутаисский техникум (1922) и строительный факультет Тбилисского университета (1926). С 1923 года — корреспондент газет в Кутаиси и Тбилиси, в 1926—1928 годах — главный редактор журнала «Пролетарская литература». с 1928 года — начальник сценарного отдела Госкинопрома Грузии, в 1953—1954 годах — главный редактор Коллегии Министерства кинематографии Грузии. Преподаватель киношколы при Госкинопроме Грузии, Тбилисского театрального института имени Ш. Руставели. Член ВКП(б) с 1939 года.
Д. Е. Рондели умер 12 марта 1976 года в Тбилиси.

## Фильмография

### Режиссёр
- 1930 — Обречение
- 1930 — Угубзиара
- 1935 — Скала Аршаула
- 1937 — Потерянный рай
- 1941 — Огни Колхиды
- 1944 — Щит Джургая (совместно с С. В. Долидзе)
- 1952 — Покорители вершин
- 1956 — Тень на дороге
- 1958 — Мамлюк
- 1961 — На берегах Ингури
- 1965 — Пьер — сотрудник милиции
- 1967 — Мой друг Нодар
- 1971 — Девушка из камеры № 25
- 1974 — Воздушный мост

## Награды и премии
- орден Трудового Красного Знамени (02.04.1966)
- Два ордена «Знак Почёта» (14.04.1944; 17.04.1958)
- народный артист Грузинской ССР (1961)
- заслуженный деятель искусств Грузинской ССР (1945)[1]
- Сталинская премия первой степени (1950) — за фильм «Щит Джургая» (1944)

## Семья
Сын Александр (1942—2015) ― советский и грузинский учёный-востоковед, политолог, дипломат.